# CE (знак)

Маркировка CE

Маркировка CE (аббревиатура фр. Conformité Européenne — «европейское соответствие») — специальный знак, наносимый на изделие, который удостоверяет, что изделие соответствует основным требованиям директив ЕС и гармонизированным стандартам Европейского союза, а также то, что продукт прошёл процедуру оценки соответствия директивам. Маркировка CE указывает на то, что изделие не является вредным (опасным) для здоровья его потребителей, а также безвредно для окружающей среды. Однако следует учитывать, что знак CE не является символом качества продукции. Решение 768/2008/EC (DECISION No 768/2008/EC), принятое 9 июля 2008 года, регулирует права и обязанности по применению маркировки СЕ (CE Mark). Согласно данному Решению Европейского Парламента, существуют рекомендации странам Европейского союза по контролю над внутренним рынком ЕС по обороту продукции, подлежащей обязательной маркировке знаком СЕ. В странах Европейского Сообщества введены административные и уголовные наказания за нарушения правил, которые касаются применения маркировки СЕ. Продукция, не соответствующая директивам и гармонизированным стандартам Европейского союза, обязывающим нанесение знака СЕ (CE Mark), не допускается на внутренний рынок ЕС. При этом нанесение маркировки СЕ требуется не для всех групп товаров. Знак СЕ является единственным знаком в странах Европейского союза, подтверждающим соответствие продукции европейским стандартам безопасности для человека, имущества и окружающей среды.

## Группы продукции
Сертификацию продукции в Странах Европейского союза с правом нанесения на изделия знака СЕ (CE Mark) регулирует Решение № 768/2008/ЕС Европейского Парламента, принятое 9 июля 2008 года. Данное решение принято с целью содействия технологическим инновациям и росту конкурентоспособности европейской промышленности, для упорядочения оборота продукции на внутреннем рынке Европейского Сообщества и введения более четких рамок в вопросах определения соответствия продукции гармонизированным стандартам ЕС и Директивам ЕС, под которые подпадают продукты, подлежащие маркировке знаком СЕ (CE Mark). Под действие подпадают следующие виды продукции:
- детские игрушки (Директива 2009/48/ЕС)
- строительные изделия и материалы (Регламент 305/2011/EU) — вступает в силу 1 июля 2013 года, отменяет действие директивы 89/106/ЕЕС по строительным материалам, обязателен к исполнению. Согласно Регламенту 305/2011, на производстве в обязательном порядке вводится система FPC. FPC вводится исключительно аккредитованными структурами Европейского союза, с ежегодным подтверждением. Производители при выпуске продукции с правом нанесения знака СЕ составляют Declaration of Performance (DoP)
- средства индивидуальной защиты (Директива 89/686/ЕЭС)
- неавтоматические приборы для взвешивания (Директива 2009/23/EC)
- новые водогрейные котлы (бойлеры), работающие на жидком или газообразном топливе (Директива 92/42/ЕЕС)
- медицинское оборудование (Директива 2007/47/EC)
- приборы и защитные системы для применения во взрывоопасных средах ATEX (Директива 94/9/ЕЕС), новая ATEX Директива 2014/34/EU на русском языке
- системы и установки (оборудование), работающие под давлением (Директива 97/23/ЕС)
- средства радиосвязи и телекоммуникационное оконечное оборудование (Директива 1999/5/ЕС)
- измерительные приборы (Директива 2004/22/ЕС)
- электромагнитная совместимость (Директива 2014/30/EU)
- машины и оборудование (Директива 2006/42/EC)[2]
- низковольтные системы, электробезопасность (Директива 2006/95/ЕС — отменена и заменена Директивой 2014/35/ЕС)
- простые сосуды под давлением (Директива 2009/105/ЕС). Новая директива ─ простые сосуды под давлением, вступившая в силу 20 апреля 2016 года на русском языке — Директива 2014/29/ЕС
- приборы сжигания газообразного топлива (газорасходные установки) (Директива 2009/142/ЕС)
- взрывчатые вещества для гражданских целей (Директива 93/15/ЕЕС)
- канатные установки, предназначенных для перевозки людей (Директива 2000/9/EC)
- лифты и подъёмные механизмы (Директива 95/16/ЕС)
- активные имплантируемые медицинские приборы (Директива 90/385/ЕЕС)
- медицинские средства для лабораторной диагностики in-vitro (Директива 98/79/EC)
- прогулочные суда (Директива 94/25/ЕС).

Вся продукция, подпадающая под данные Директивы и размещенная на рынке Европейского союза, подлежит маркировке знаком СЕ. Все субъекты, ответственные за размещение продукции на внутреннем рынке ЕС, обязаны контролировать соответствие информации о безопасности продукции и потенциальных рисках и должны нести адекватную ответственность за искажённую информацию или отсутствие информации как таковой. Информация должна быть точной, полной и соответствующей действующим правилам Европейского союза. Изготовитель обязан удостовериться в том, что его продукция спроектирована и изготовлена в соответствии с требованиями, указанными в европейских стандартах (гармонизированные стандарты) и Директивах ЕС, имеющих отношение к данной продукции. Определенная ответственность по безопасности продукции возлагается на дистрибьюторов и импортёров, ответственность определена Решением № 768/2008/ЕС. Гармонизированные стандарты ЕС предписывают проведение оценки соответствия продукции. Оценка соответствия — процедура сертификации или верификации продукции, производится посредством модулей. В зависимости от вида продукции, описания продукции и её функциональных особенностей, присутствующих или потенциальных рисков, необходимости участия третьей независимой стороны в оценке соответствия, выбирается модуль для проведения процедуры соответствия продукции. На продукцию, подтвердившую соответствие гармонизированным стандартам и подпадающую под Директивы ЕС, подразумевающие сертификацию продукции, согласно модулям, в обязательном порядке должна быть нанесена маркировка СЕ. Знак СЕ (CE Mark) — единственный знак соответствия европейским стандартам и Директивам. Правила нанесения знака (марки) СЕ определены Директивами, Решениями, Регламентами и гармонизированными стандартами. При маркировке продукции могут быть нанесены дополнительные знаки и маркировки, такие как электрическая безопасность, ATEX, RoHs, класс пожарной опасности, и другие. Условия нанесения дополнительных маркировок определены Директивами и гармонизированными стандартами.
Государства Европейского союза должны опираться на существующие механизмы для обеспечения правильного применения режима, регулирующего маркировку СЕ и принять соответствующие меры в случае неправильного применения маркировки СЕ, должны также предусмотреть санкции за нарушения, которые могут включать уголовные санкции за серьёзные нарушения. Эти штрафные санкции должны быть соразмерны тяжести преступления и представляют собой эффективное средство устрашения против неправильного использования маркировки СЕ.

## Процедура сертификации
Процедура сертификации СЕ согласно Европейским Директивам подразделяется на модули (схемы сертификации):
- внутренний контроль производства, Декларация о Соответствии СЕ Declaration of Conformity CE Модуль А
- внутренний контроль производства и контролируемые испытания продукции Модуль А1
- внутренний контроль производства и контролируемые испытания продукции через случайные интервалы времени Module A2
- исследование «СЕ» типового образца (Сертификат СЕ Certificate CE) Модуль В
- соответствие типовому образцу на основе внутреннего контроля производства Модуль С Declaration of Conformity to type
- соответствие типовому образцу на основе внутреннего контроля производства и контролируемых испытаний продукции Модуль C1
- соответствие типовому образцу на основе внутреннего контроля производства и контролируемых проверок продукции через случайные интервалы времени Модуль C2
- соответствие типовому образцу на основе обеспечения качества производственного процесса Модуль D
- обеспечение качества производственного процесса Модуль D1
- соответствие типовому образцу на основе обеспечения качества продукции Модуль E
- обеспечение качества окончательного контроля продукции и испытаний Модуль E1
- соответствие типовому образцу на основе верификации продукции Модуль F
- соответствие на основе верификации продукции (Сертификат Соответствия СЕ) Модуль F1
- соответствие на основе верификации единицы продукции Модуль G
- соответствие на основе полного обеспечения качества Модуль H
- соответствие на основе полного обеспечения качества и контроля проектирования Модуль H1

## Требования к маркировке
Знак маркировки CE должен быть высотой не менее 5 мм. Производитель может выбрать цвет и метод нанесения знака маркировки (этикетка, гравировка и т. п.).
Требование видимости означает, что маркировка CE должна быть легко обозрима при необходимости. Она может, например, быть нанесена на задней или нижней стороне изделия. Требование видимости не обязательно означает, что СЕ маркировка должна быть сразу видна при или перед открытием упаковки продукции.
Минимальная высота в 5 мм требуется, чтобы обеспечить ее читаемость. Однако, в соответствии с некоторыми законодательными актами, минимальный размер СЕ маркировки может быть отменен для небольших устройств или компонентов.
Маркировка CE должна быть нанесена явно, четко, несмываемо на продукцию или на специальный шильдик продукции. Тем не менее, там, где это не представляется возможным или не оправдано по причине природы продукции, СЕ маркировка должна быть нанесена на упаковку, если таковая имеется, и/или указана в сопроводительных документах.

## Слухи о поддельных знаках CE

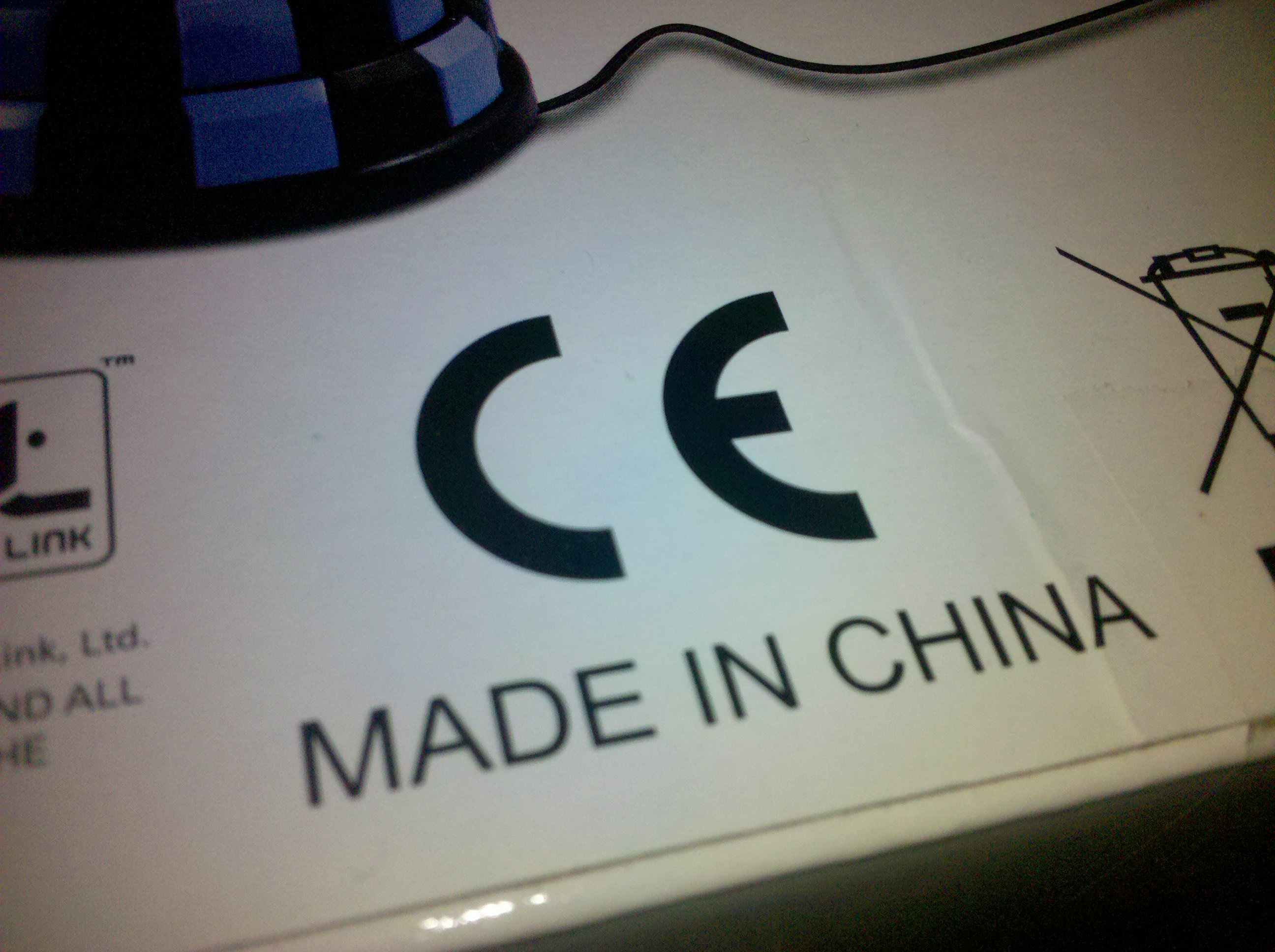
Вводящая в заблуждение маркировка одновременно знаками CE и Made in China

Утверждают[кто?], что на некоторых изделиях стоит некий «фальшивый» знак CE, который расшифровывается как «экспортировано из Китая» (англ. China Export) и не удостоверяет, что изделие соответствует основным нормам ЕС.
Буквы C и E в этих знаках стоят ближе друг к другу, чем в настоящем знаке соответствия ЕС.
Маркировки не случайно настолько похожи, что трудно провести различие между ними. Это агрессивный подход, чтобы ввести в заблуждение европейских потребителей. Знак China Export не имеет регистрации, подтверждения тестирования и ставится произвольно китайскими производителями продукции. Данная проблема обсуждается на уровне Европейского Парламента, первой этот вопрос подняла депутат ЕП Зузана Ройтова.
Следует быть осторожными и не путать данные знаки.
Некоторые утверждают[кто?], что знак (СЕ) China Export не существует. Предположение таково, что это высказывание заинтересованной стороны, желающей ввести в заблуждение потребителей.
Однако, на некоторых изделиях, соответствующих требованиям ЕС, маркировка может быть нанесена неверно, и наоборот, «подлинная» маркировка может стоять на изделии, не соответствующем нормам, что так же является нарушением и маркировка в обязательном порядке должна быть исправлена.